# Vlag van Waarschoot
De vlag van Waarschoot werd door de gemeenteraad op 27 mei 1982 officieel vastgesteld als de gemeentelijke vlag van de Oost-Vlaamse gemeente Waarschoot. Op 3 juni 1985 werd hij door het Bestuur van Vlaanderen bevestigd en uiteindelijk gepubliceerd op 8 juli 1986 in het officiële Belgisch Staatsblad.
Officieel wordt de vlag beschreven als:
Vier even hoge banen van geel, van groen, van wit en van zwart.
De kleuren van de vlag zijn afkomstig op het gemeentewapen.
Op 1 januari 2019 is Waarschoot samen met Lovendegem en Zomergem opgegaan in de gemeente Lievegem. De vlag is daardoor als gemeentevlag komen te vervallen.

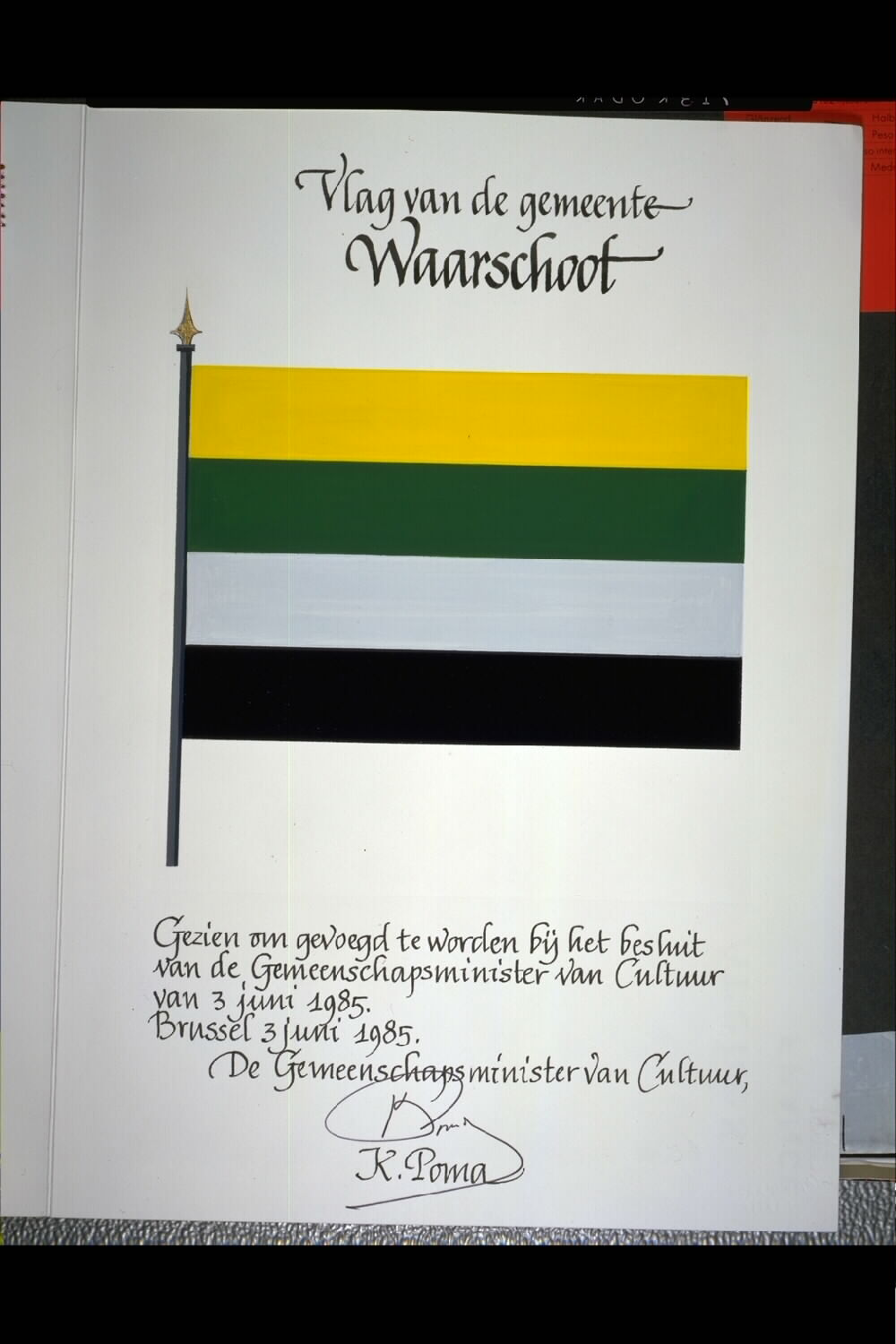
Ontwerp vlag getekend door Karel Poma